# Euclea dewinteri
Euclea dewinteri är en tvåhjärtbladig växtart som beskrevs av Retief. Euclea dewinteri ingår i släktet Euclea och familjen Ebenaceae. Inga underarter finns listade i Catalogue of Life.